# Lliga espanyola d'hoquei sobre gel femenina
|  | Aquest article tracta sobre la competició femenina de d'hoquei sobre gel. Si cerqueu la competició masculina d'hoquei sobre gel, vegeu «Lliga espanyola d'hoquei sobre gel masculina». |

La Lliga espanyola d'hoquei gel femenina, coneguda com a Lliga Ibedrola d'hoquei gel femenina per motius de patrocini des del 2017, és una competició esportiva de clubs espanyols d'hoquei sobre gel. Creada l'any 2008, està organitzada per la Reial Federació Espanyola d'Esports d'Hivern. Es disputa en dues fases: una primera en format lligueta i una fase final on hi participen els quatres millors classificats de la fase regular. Es disputa en format play-offs amb semifinals i finals. que determina el campió de lliga.
El dominador històric de la competició és el SAD Majadahonda amb vuit títols, cinc d'ells de forma consecutiva entre 2017 i 2021. Altres equips que han guanyat el torneig són el Club de Patinaje en Linea Valladolid amb quatre (2009, 2010, 2011, 2012), el CHH Txuri Urdin IHT (2022) i el Club Hielo Jaca (2023). L'ASME Barcelona Ice Blue Cats és l'únic club català que ha guanyat la competició (2016).

## Equips participants
A la temporada 2022-23 hi participen vuit equips:
- Valkyrias Alhambra Ice
- Kosner Club Hielo Huarte
- CH Jaca
- SAD Majadahonda
- Milenio Panthers
- CG Puigcerdà
- CHH Txuri Urdin IHT
- Quimeras Valdemoro

## Historial
| En negreta = Equip guanyador (1) = Nombre de títols (prò.) = Pròrroga (p.) = Penals Nota: Noms dels equips segons l'època |

| Edició | Temporada | Campió                           | Resultat  | Subcampió                    | refs   |
| ------ | --------- | -------------------------------- | --------- | ---------------------------- | ------ |
| I      | 2008-09   | CPLV Dismeva Panteras (1)        | lligueta  | Grupo Afer Gasteiz           |        |
| II     | 2009-10   | CPLV Dismeva Panteras (2)        | lligueta  | SAD Majadahonda              |        |
| III    | 2010-11   | CPLV Dismeva Panteras (3)        | lligueta  | SAD Majadahonda              | [ 5 ]  |
| IV     | 2011-12   | CPLV Dismeva Panteras (4)        | lligueta  | SAD Majadahonda              |        |
| V      | 2012-13   | SAD Majadahonda (1)              | 3-1       | CPLV Dismeva Panteras        |        |
| VI     | 2013-14   | SAD Majadahonda (2)              | lligueta  | SAD Majadahonda B            |        |
| VII    | 2014-15   | SAD Majadahonda (3)              | lligueta  | ASME Barcelona Ice Blue Cats |        |
| VIII   | 2015-16   | ASME Barcelona Ice Blue Cats (1) | lligueta  | SAD Majadahonda              | [ 6 ]  |
| IX     | 2016-17   | SAD Majadahonda (4)              | lligueta  | ASME Barcelona Ice Blue Cats |        |
| X      | 2017-18   | SAD Majadahonda (5)              | 4-0 / 6-0 | CH Huarte                    | [ 7 ]  |
| XI     | 2018-19   | SAD Majadahonda (6)              | 2-0       | CHH Txuri Urdin IHT          | [ 3 ]  |
| XII    | 2019-20   | SAD Majadahonda (7)              | 2-0       | Quimeras Valdemoro           | [ 8 ]  |
| XIII   | 2020-21   | SAD Majadahonda (8)              | 2-0       | CHH Txuri Urdin IHT          |        |
| XIV    | 2021-22   | CHH Txuri Urdin IHT (1)          | 2-0       | SAD Majadahonda              | [ 9 ]  |
| XV     | 2022-23   | CH Jaca (1)                      | 3-2       | SAD Majadahonda              | [ 10 ] |
| XVI    | 2023-24   | CHH Txuri Urdin IHT (2)          |           | SAD Majadahonda              |        |
| XVII   | 2024-25   | CHH Txuri Urdin IHT (3)          |           | SAD Majadahonda              |        |

## Palmarès
| Equip                            | Campió | Subcampió | Anys campió                                                            | Anys subcampió                                                                  |
| -------------------------------- | ------ | --------- | ---------------------------------------------------------------------- | ------------------------------------------------------------------------------- |
| SAD Majadahonda                  | 8      | 9         | 2012-13, 2013-14, 2014-15, 2016-17, 2017-18, 2018-19, 2019-20, 2020-21 | 2009-10, 2010-11, 2011-12, 2013-14, 2015-16, 2021-22, 2022-23, 2023-24, 2024-25 |
| CPLV Valladolid Dismeva Panteras | 4      | 1         | 2008-09, 2009-10, 2010-11, 2011-12                                     | 2012-13                                                                         |
| CHH Txuri Urdin IHT              | 3      | 2         | 2021-22, 2023-24, 2024-25                                              | 2018-19, 2020-21                                                                |
| ASME Barcelona Ice Blue Cats     | 1      | 2         | 2015-16                                                                | 2014-15, 2016-17                                                                |
| CH Jaca                          | 1      | 0         | 2022-23                                                                | —                                                                               |
| Club Hielo Huarte                | 0      | 1         | —                                                                      | 2017-18                                                                         |
| Quimeras Valdemoro               | 0      | 1         | —                                                                      | 2019-20                                                                         |